# Burysław
Burysław (duń. Burisleif, isl/nord. Búrizláf, łac. Burislavus) – imię półlegendarnego „króla kraju Wendów”, czyli Słowian (nord. Vinðakonungr, konungr í Vinðlandi, łac. rex Slaviae) wymieniane w skandynawskich sagach z przełomu XII/XIII wieku, w kontekście wydarzeń rozgrywających się pod koniec X wieku.
Przypisywano mu utrzymywanie ożywionych kontaktów z historycznymi władcami, takimi jak Harald Sinozęby (zm. 987), Swen Widłobrody (zm. 1014) i Olaf I Tryggvason (zm. 1000). Burysław poślubił Thyrę, córkę króla Danii Haralda Sinozębego, z którą miał trzy córki: Gunhildę, która została żoną Swena Widłobrodego, Astrydę zaślubioną jarlowi Jomsborga Sigwaldiemu i Geirę. Ta ostatnia wyszła za mąż za księcia bliżej nieznanego nadmorskiego kraju, być może gdzieś na Pomorzu, rychło owdowiała, a po śmierci małżonka miała osobiście zarządzać jakimś nadmorskim krajem z pomocą niejakiego Dixina. Później Geira poślubiła Olafa Tryggvasona, który płynąc z Rusi został zapędzony przez burzę do kraju córki Burysława.
Burysław i Olaf Tryggvason mieli zbrojnie wesprzeć cesarza Ottona II w wojnie przeciwko Haraldowi Sinozębemu (co odpowiada rokowi 974). Po śmierci Geiry Olaf porzucił osiadły tryb życia wracając do wikińskich obyczajów i rzekomo poślubił wdowę po Burysławie, Thyrę.
XII-wieczna Jomsvikinga saga przypisuje Burysławowi, jako władcy „kraju Słowian”, znaczący udział w założeniu przez jarla Palnatokiego osady Jomsborg. Podobne informacje zawiera Fagrskinna oraz Óláfs saga Tryggvasonar en mesta.
W literaturze występuje kilka głównych hipotez dotyczące Burysława:
1. Była to postać półlegendarna lub fikcyjna, która łączyła cechy Mieszka I (odpowiada mu chronologicznie) i Bolesława Chrobrego (podobieństwo imion)[2]
2. Chodzi o Mieszka I, któremu odpowiadają opisane zdarzenia historyczne (np. małżeństwo córki Mieszka ze Swenem Widłobrodym, dowiedzione kontakty polsko-skandynawskie, kontrola Wolina)[3]
3. Był to historyczny książę słowiański o tym imieniu, najprawdopodobniej pomorski, żyjący w X wieku[4]
4. Pod imieniem tym kryje się żyjący dużo później książę zachodniopomorski Bogusław I (zm. 1187), współczesny i znany autorom sag[2].

Imię Burisleif/Búrizláf uważa się raczej za nordyckie zniekształcenie słowiańskiego imienia Bolesław (względnie Bolesław i Bogusław), niż za występowanie rzeczywistego imienia np. Burzysław.